# MIMI (Buchpreis)
MIMI ist der Krimi-Publikumspreis des Deutschen Buchhandels. Er wurde 1990 zum ersten Mal verliehen und ist benannt nach dem Titel des Spielfilms Ohne Krimi geht die Mimi nie ins Bett mit Heinz Erhardt, Karin Dor und Harald Juhnke.

## Auswahlverfahren
Zunächst erstellte ein Team erfahrener Buchhändler eine 30 Titel umfassende Longlist von attraktiven Krimi-Neuerscheinungen. Die Mitglieder dieser Jury stammten 2010 aus den Buchhandlungen Wittwer (Stuttgart), Graff (Braunschweig), Heymann (Hamburg), Stern-Verlag (Düsseldorf), Greuter (Singen) sowie von der Krimibuchhandlung Glatteis (München). Anschließend wählten die Krimifans (Leser des Kundenmagazins buchSzene) per Post und die Besucher der Seite buchszene.de aus dieser Longlist den Gewinner.
Der Preis wurde bis 2014 auf der Leipziger Buchmesse verliehen. Im Jahr 2015 wurde der Preis erstmals im Rahmen des Krimifestivals München verliehen. Die MIMI 2020 für Alex Beer wurde in Kooperation mit der Initiative der Krimiautoren Syndikat verliehen. Die Mimi 2021 wurde in Kooperation mit dem Verband der Krimiautoren Syndikat realisiert und im Rahmen der Criminale digital – der Jahresversammlung der Krimiautoren vom 21.–24. April 2021 – in Iserlohn überreicht.

## Preisträger
| Jahr | Preisträger                 | Roman                                      |
| ---- | --------------------------- | ------------------------------------------ |
| 1990 | Elizabeth George            | Auf Ehre und Gewissen                      |
| 2008 | Volker Klüpfel Michael Kobr | Seegrund                                   |
| 2009 | Volker Klüpfel Michael Kobr | Laienspiel                                 |
| 2010 | Stephan Brüggenthies        | Der geheimnislose Junge                    |
| 2011 | Sobo Swobodnik              | Kuhdoo                                     |
| 2012 | Jörg Maurer                 | Niedertracht                               |
| 2013 | Jörg Maurer                 | Oberwasser                                 |
| 2014 | Nele Neuhaus                | Böser Wolf                                 |
| 2015 | Jussi Adler-Olsen           | Erwartung                                  |
| 2016 | Stefan Ahnhem               | Der Herzsammler                            |
| 2017 | Klaus-Peter Wolf            | Ostfriesenschwur                           |
| 2018 | Sebastian Fitzek            | AchtNacht                                  |
| 2019 | Sebastian Fitzek            | Flugangst 7A                               |
| 2020 | Alex Beer                   | Der dunkle Bote                            |
| 2021 | Wolf Harlander              | 42 Grad                                    |
| 2022 | David Safier                | Miss Merkel: Mord in der Uckermark         |
| 2023 | Arno Strobel                | Sharing – Willst du wirklich alles teilen? |